# جرج ام. مارکوس
جرج ام. مارکوس (انگلیسی: George M. Marcus؛ زادهٔ ۱۹۴۱) کارآفرین اهل ایالات متحده آمریکا است، که در سال ۱۹۷۱ شرکت اسکس پراپرتی را تأسیس کرد.